# Ulica Białoskórnicza we Wrocławiu

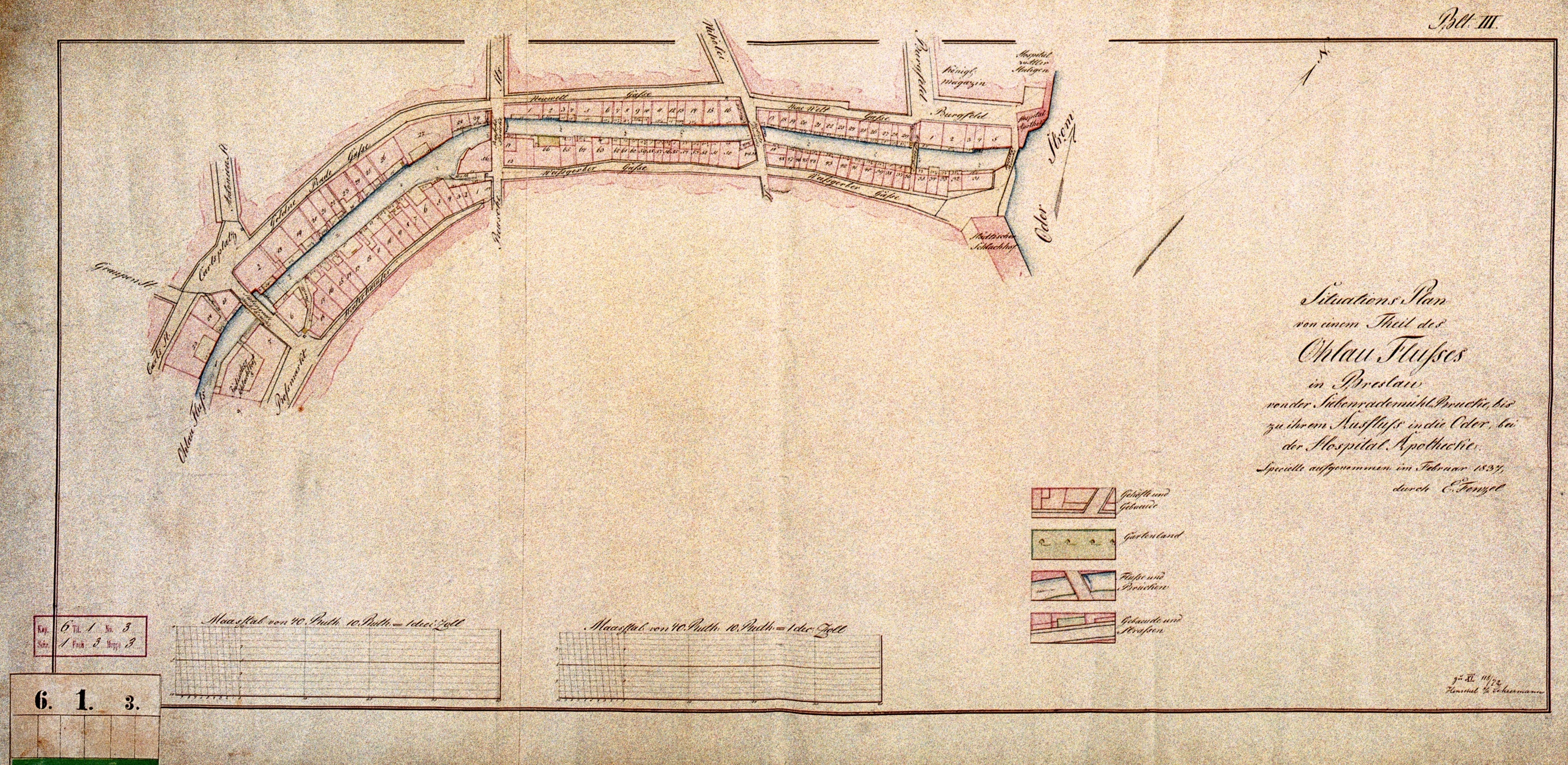
Mapa Czarnej Oławy w 1837: Weißgerber Gasse między Reusche Str. a Städticher Schlachthof (rzeźnią miejską)

Ulica Białoskórnicza we Wrocławiu – ulica we Wrocławiu, biegnąca niegdyś wzdłuż krawędzi wewnętrznej (wschodniej) Czarnej Oławy (fosy miejskiej wewnętrznej), na zewnątrz linii wewnętrznych murów miejskich, na odcinku pomiędzy dzisiejszymi ulicami Ruską na południu a ulicą Łazienną na północy, pośrodku przecięta ulicą św. Mikołaja.
Sąsiedztwo wody w Czarnej Oławie sprzyjało osiedlaniu się tu i zakładaniu warsztatów przez rzemieślników garbarzy, należących do założonego w 1273 cechu białoskórników. Warsztaty te i domy były lekkie i bardzo niewielkie ze względu na szczupłość miejsca na położonych między murami miejskimi a fosą działkach.
Weißgerbergasse wzmiankowana była w 1355 jako odcinek drogi łączącej – wzdłuż Czarnej Oławy – ulicę św. Mikołaja z Odrą w sąsiedztwie wieży wodnej znajdującej się niegdyś nieopodal dzisiejszego skrzyżowania z ul. Łazienną. Południowy odcinek ulicy Białoskórniczej, pomiędzy Ruską a św. Mikołaja aż do I połowy XIX wieku nosił nazwę Töpfergasse ("Zaułek Garncarski").
Po epidemii cholery w 1866 Czarną Oławę zasypano; na jej miejscu powstał nowy zaułek, nazwany na swoim północnym odcinku Weißgerber Ohle ("Oława Białoskórnicza"), a na południowym – Reussen Ohle ("Oława Ruska").
Podczas oblężenia Festung Breslau wiosną 1945 w gruzach legła zachodnia pierzeja ulicy Białoskórniczej (podobnie jak zabudowa Oławy Białoskórniczej i część Oławy Ruskiej, którym nadano wspólną nazwę Zaułka Ruskiego), a i pierzeja wschodnia uległa poważnym uszkodzeniom. Kamienice te odbudowano w latach sześćdziesiątych. W następnym dziesięcioleciu przez przestrzeń pomiędzy Białoskórniczą a Nowym Światem przeprowadzono trasę średnicową. Dziś ulica Białoskórnicza jest w części północnej wąską zatoczką parkingową równoległą do wschodniej jezdni trasy średnicowej. W części południowej, między ulicami Ruską a Św.Mikołaja jedynie szeroki asfaltowy chodnik, kryjący kostkę brukową, wraz z zatoczką autobusową stanowi ulicę Białoskórniczą.

## Zabytki
Do rejestru zabytków wpisane są:
- fragment pozostałości murów obronnych z XIII w., ul. Białoskórnicza 2-3[4]
- kamienica z połowy XVIII w., ul. Białoskórnicza 5
- kamienica z 2. połowy XVI w., ul. Białoskórnicza 6
- kamienice, ul. Białoskórnicza 6, 7, 8, 9
- kamienica z XVII w., ul. Białoskórnicza 10
- kamienica z XVII w., ul. Białoskórnicza 16
- kamienice z XVI-XVIII w., ul. Białoskórnicza 17-24
- 2 kamienice z XVIII-XIX w., ul. Białoskórnicza 17, 18
- kamienica z połowy XVI w., ul. Białoskórnicza 19
- 2 kamienice z XVII-XVIII w., ul. Białoskórnicza 20/21
- 2 kamienice z XVI-XVIII w., ul. Białoskórnicza 22/23
- kamienica, ul. Białoskórnicza 24/25
- 2 kamienice z XVIII w., ul. Białoskórnicza 26/27